# Nampicuan
Nampicuan là một đô thị hạng 5 ở tỉnh Nueva Ecija, Philippines. Theo điều tra dân số năm 2007, đô thị này có dân số 11.786 người trong 2.227 hộ.

## Barangay
Nampicuan được chia thành 21 barangay.
| - Alemania - Ambassador Alzate Village - Cabaducan East (Pob.) - Cabaducan West (Pob.) - Cabawangan - East Central Poblacion - Edy - Maeling - Mayantoc - Medico - Monic | - Brgy.Don Vicente Diaz Sr. - Northwest Poblacion - Estacion - West Poblacion - Recuerdo - South Central Poblacion - Southeast Poblacion - Southwest Poblacion - Tony - West Central Poblacion |